# إريسوس
إريسوس (Ερεσός) هي مدينة في ليسفوس في اليونان.
يبلغ عدد سكانها حوالي 955 نسمة.

## أعلام
- ثاوفرسطس
- صافو